# (1644) Рафита
(1644) Рафита (исп. Rafita) — небольшой астероид главного пояса, который принадлежит к светлому спектральному классу S и возглавляет семейство Рафиты. Он был открыт 16 декабря 1935 года испанским астрономом Рафаэлем Карраско в Мадридской обсерватории и назван в честь кошки Рафиты

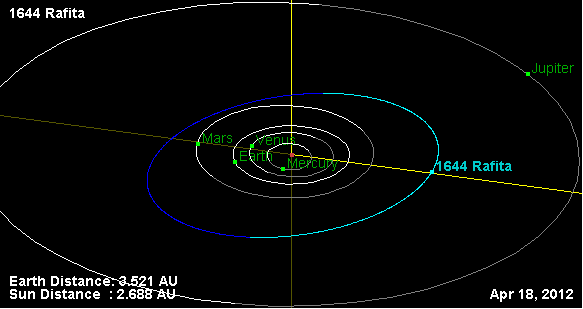
Орбита астероида Рафита и его положение в Солнечной системе